# Aidan White
Aidan White (* 1951, Derry City, Severní Irsko) je britský novinář, který od roku 1987 působí ve funkci generálního tajemníka Mezinárodní federace novinářů. Předtím pracoval pro několik různých novin ve Velké Británii.